# Rea Mészáros
Rea Réka Mészáros (n. 14 aprilie 1994, în Vác) este o handbalistă maghiară care joacă pentru clubul FTC-Rail Cargo Hungaria și echipa națională a Ungariei. Mészáros evoluează pe postul de pivot.

## Palmares
- Magyar Kupa:
  -  Câștigătoare: 2017